# L'Anti-Sémitique

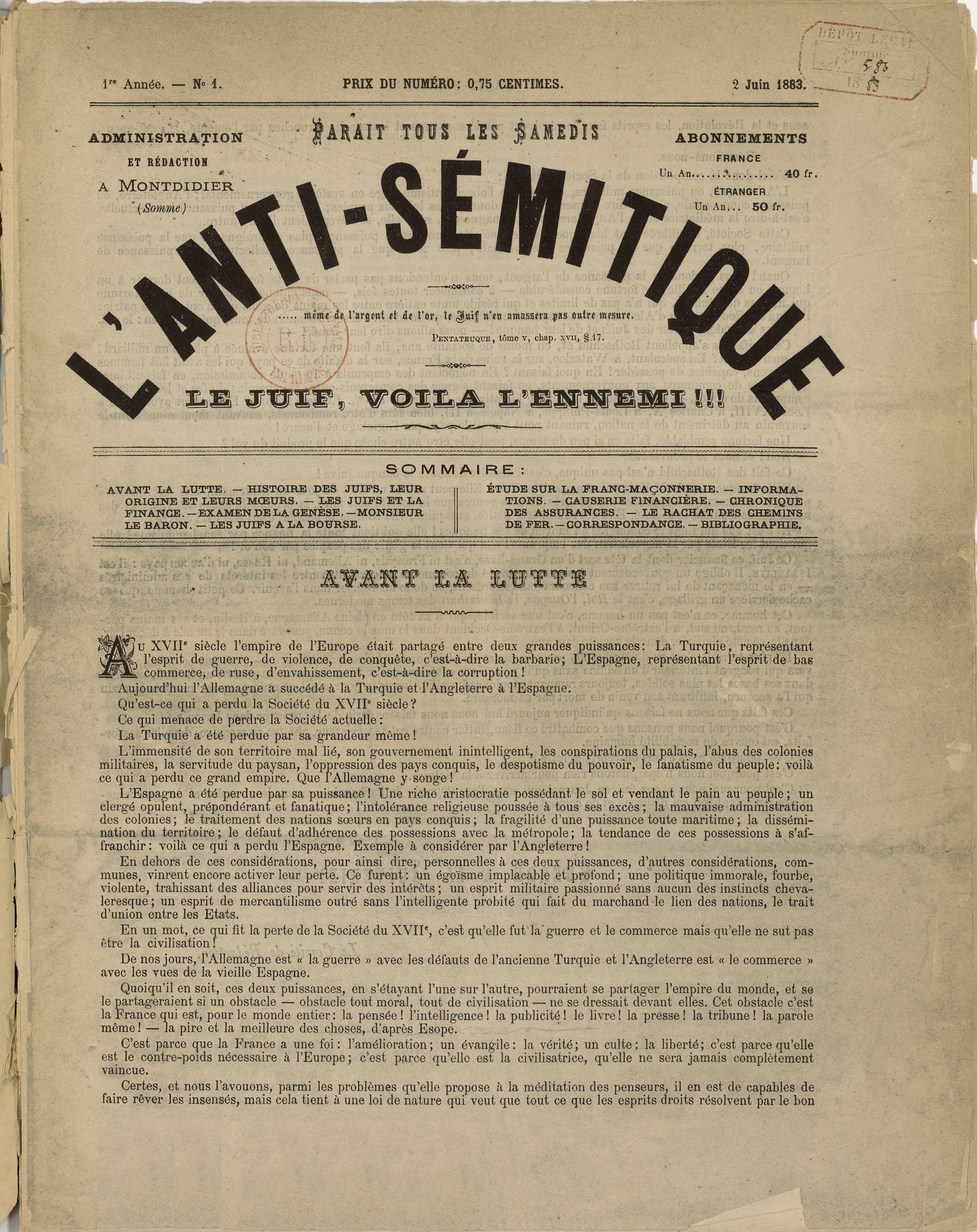
« Le Juif, voilà l'ennemi !!! »
Manchette de L'Anti-Sémitique du 2 juin 1883.

L'Anti-Sémitique est un hebdomadaire antisémite français publié de 1883 à 1884, créé à Montdidier dans la Somme. C'est le premier journal antisémite français.

## Historique
Quelques mois avant sa création, le journaliste Albert Wolff écrivait dans Le Figaro du 29 septembre 1882 : « Un mouvement antisémitique, tel qu'il se produit en ce moment sur quelques points du globe, tomberait en France sous la risée publique. ».
En novembre 1883, le périodique tire à 18 000 exemplaires.
Parmi ses collaborateurs figurent l'abbé Emmanuel Chabauty et le socialiste proudhonien Auguste Chirac.
En juin 1884, il change de nom et devient Le Péril social avec pour devise : "Le Parasite, voilà l'ennemi".